# Austrophlebia costalis
Austrophlebia costalis är en trollsländeart som först beskrevs av Tillyard 1907.  Austrophlebia costalis ingår i släktet Austrophlebia och familjen mosaiktrollsländor. IUCN kategoriserar arten globalt som livskraftig. Inga underarter finns listade i Catalogue of Life.